# Frank Schlesinger

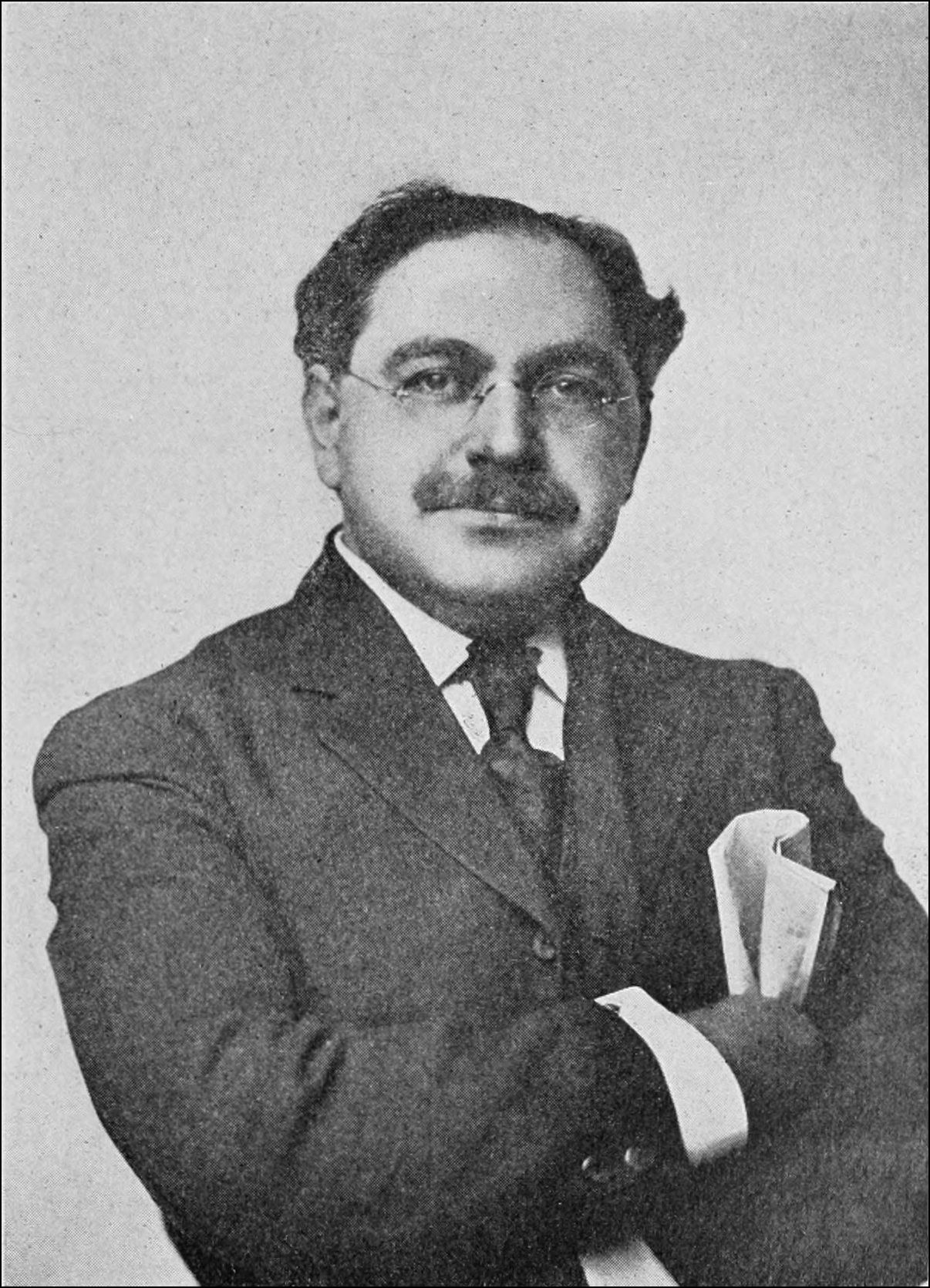
Frank Schlesinger (1914)

Frank Schlesinger (* 11. Mai 1871 in New York City; † 10. Juli 1943) war ein US-amerikanischer Astronom.

## Leben
Schlesinger arbeitete am Yerkes Observatory und lieferte Pionierarbeiten im Gebrauch photographischer Methoden, um Sternparallaxen zu bestimmen. Er war Direktor des Allegheny Observatory von 1905 bis 1920 und des Yale University Observatory von 1920 bis 1941. Schlesinger bearbeitete und publizierte den Yale Bright Star Catalogue.

## Würdigung
1912 wurde er in die American Philosophical Society, 1916 in die National Academy of Sciences und 1921 in die American Academy of Arts and Sciences gewählt. 1933 wurde er korrespondierendes Mitglied der Académie des sciences. Schlesinger wurde 1927 mit der Goldmedaille der Royal Astronomical Society und 1929 mit der Bruce Medal ausgezeichnet.
Der Asteroid (1770) Schlesinger und der Mondkrater Schlesinger sind nach ihm benannt.